# Ljudmila Mihajlovna Pavlicsenko
Ljudmila Mihajlovna Pavlicsenko (ukrán nyelven: Людмила Михайлівна Павличенко; orosz nyelven: Людмила Михайловна Павличенко; Bila Cerkva (oroszul: Belaja Cerkov), Kijevi kormányzóság, Orosz Birodalom, 1916. július 12. – Moszkva, 1974. október 10.) ukrán születésű, második világháborús szovjet mesterlövész. 309 megerősített találatával a világ legeredményesebb mesterlövésznőjének tartják. A feljegyzések szerint száz német tisztet és 36 német mesterlövészt tett harcképtelenné. A második világháború végén őrnagyi rendfokozatot kapott. Emlékét bélyegen is megörökítették.

## Pályafutása
Fiatal korában egy amatőr lövészklub tagja volt. A második világháború kitörésekor félbeszakította egyetemi tanulmányait és jelentkezett a hadseregbe. A felajánlott ápolónői beosztást nem fogadta el, harcolni akart. Így lett egyike a szovjet hadseregben szolgáló mintegy 2000 női mesterlövésznek. Odessza védelmében, majd a Krím-félszigeten harcolt; eredményeivel hamarosan felhívta magára a legmagasabb parancsnokság figyelmét is. A harcok közben ismerkedett meg Leonyid Kicenko alhadnaggyal, aki szintén mesterlövész volt. Hamarosan összeházasodtak és továbbra is együtt hajtottak végre harci feladatokat. 1942 márciusában férje aknatűz áldozata lett, testét ő hozta ki a tűzvonalból.
1942 júniusában Pavlicsenko is súlyosan megsebesült aknarepeszektől. Addig összesen 309 megerősített találatát jegyezték fel, ezek között 36 ellenséges mesterlövész kiiktatása is szerepelt. Felgyógyulása után ismertségére való tekintettel kivonták a frontvonalról, és propaganda-feladatokat kapott. Nagyobb utazásokat tett a szövetséges országokban, Kanadában és az Egyesült Államokban. Fogadta őt a Fehér Házban – első szovjet állampolgárként – Franklin D. Roosevelt elnök is. 1942 novemberében Coventrybe látogatott, ahol adományokat vett át a brit gyári munkásoktól a Vörös Hadsereg számára röntgenkészülékek vásárlására.
A háború végére őrnagyi rendfokozatot kapott, és a legmagasabb szovjet kitüntetésekkel halmozták el.

## Visszaemlékezései magyarul
- A halál asszonya. Sztálin mesterlövésze voltam; ford. Molnár György; Kossuth, Bp., 2020